# Теорема о конце света
Теорема о конце света (англ. Doomsday argument, буквально «Аргумент судного дня» — сокращённо далее DA, нет устоявшегося перевода на русский язык, обычно используют английское название или сокращение DA) — это вероятностное рассуждение, которое претендует на то, чтобы предсказывать будущее время существования человеческой расы, исходя только из оценки числа живших до сих пор людей. Исходя из предположения, что живущие сейчас люди находятся в случайном месте всей хронологии человеческой истории, велики шансы того, что мы находимся посередине этой хронологической шкалы.
В явной форме это рассуждение было впервые предложено астрофизиком Брендоном Картером в 1983 году, в силу чего его иногда называют «катастрофой Картера»; данное рассуждение было последовательно развито философом Джоном А. Лесли и было независимым образом открыто Ричардом Готтом и Хольгером Бек Нильсеном. Похожие принципы эсхатологии были предложены Хайнцем фон Фёрстером и другими.

## Формулировка гипотезы
Теорема о конце света имеет статус научной гипотезы. Следовательно, она не является ни апокалиптической фантазией, ни псевдонаучной теорией вроде теории о внезапном смещении полюсов Земли. В основе этой теоремы лежит так называемый принцип Коперника, который гласит, что мы являемся обычными наблюдателями Вселенной и находимся в обычных условиях. Или, иначе говоря, мы находимся в середине некоего процесса, и вряд ли в самом его начале или в самом конце. Этот принцип применим к любым процессам и явлениям.
Хотя принцип Коперника кажется самоочевидным и почти тавтологичным, он может быть выражен в математической форме. А именно, он позволяет дать оценку вероятности того, что наблюдатель находится в необычных условиях. В частности, он может дать вероятностную оценку общей продолжительности некоего процесса, исходя из того, сколько времени он уже продолжается (до наблюдения в случайный момент времени) — исходя из предположения, что маловероятно, что наблюдатель случайно оказался в самом начале или в самом конце процесса. Есть две основные формы этого математического предсказания — прямая, в которой вычисляется непосредственная вероятность, называемая формулой Готта, и косвенная, выдвинутая Б. Картером и Дж. Лесли, в которой вычисляются байесовы поправки к априорной вероятности.
Основная дискуссия строится вокруг того, можно ли вообще использовать данные о прошлом времени существования объекта для предсказания его будущего времени существования, и если да, то можно ли использовать эти данные, чтобы предсказать будущее число людей и время до «конца света». При этом в обоих случаях оказывается, что получающиеся оценки будущего времени существования человечества неприятны.
Для XXI века вероятность гибели цивилизации, исходя из формулы Готта, применяемой к уровню рождаемости, составляет 15-30 %, в зависимости от числа людей, которые будут в это время жить.
Обозначим через N общее количество людей, когда-либо родившихся, и тех, которые родятся в будущем. Принцип Коперника предполагает, что мы имеем равные шансы (наравне с остальными N − 1 людьми) обнаружить себя в любой из n позиций, так что, предположим, что наша относительная позиция f = n/N равномерно распределена на интервале (0,1] до того, как мы узнаём абсолютное значение нашего номера порядка рождения.
Позволим себе предположить затем, что наша относительная позиция f равномерно распределена на промежутке (0,1] даже после того, как мы узнаём о нашей абсолютной позиции n. Это эквивалентно предположению о том, что мы не имеем априорной информации относительно полного числа людей N.
Теперь мы можем с произвольной величиной интервала уверенности, например 95 % , утверждать, что f = n/N находится в пределах интервала (0.05,1]. Иными словами, мы можем утверждать с 95 % уверенностью, что мы находимся среди последних 95 % когда-либо родившихся людей.
При принятии нашей абсолютной позиции равной n  это даёт нам верхнюю границу N, которую мы получаем через перестановку
n / N > 0,05,
что даёт
N < 20n.
Если мы примем, что 60 млрд людей родились вплоть до настоящего момента (оценка Лесли), то тогда мы можем сказать, что с уверенностью 95 % общее число людей N будет менее, чем 20·60 миллиардов = 1,2 триллиона.
Предполагая, что население мира стабилизируется на уровне 10 млрд человек и средняя продолжительность жизни составит 80 лет, нетрудно посчитать, сколько потребуется времени, чтобы оставшиеся 1140 миллиардов людей родились. А именно, данное рассуждение означает, что с 95%-й уверенностью мы можем утверждать, что человеческая раса исчезнет в течение 9120 лет. В зависимости от оценок числа человеческой популяции в текущих столетиях оценки могут варьироваться, однако основная идея рассуждения о том, что человечество скоро вымрет, остаётся неизменной.

## Замечания
- Тот шаг, который переводит N в оценку даты вымирания, зависит от конечного времени продолжительности человеческой жизни. Если бессмертие станет возможным и уровень рождаемости упадёт до нуля, то число N никогда не будет достигнуто[4].
- Суммарное число людей, родившихся к настоящему моменту, может зависеть от определения понятия «человек».
- Точная формулировка DA требует использования байесовой интерпретации вероятности, которая принята широко, почти повсеместно.
- Даже среди сторонников теоремы Байеса некоторые из предположений, используемые в DA, неприемлемы. Например, то, что оно применяется к хронологическому явлению (как долго продолжается нечто) означает, что распределение N одновременно представляет собой вероятность, зависящую от случая (как будущее событие), и эпистемологическую вероятность (как определённая величина, знание о которой нам неизвестно).
- Распределение f по U{\displaystyle (0,1]} основано на двух разных возможных посылках, и выбор главной из них является произвольным:
  - Принцип равнозначности говорит о том, что для любого случайного человека шансы родиться до меня и после меня во времени равны.
  - Предположение об отсутствии каких-либо априорных знаний о распределении N.

## Упрощение: два возможных полных числа людей
Предположим, для упрощения рассуждений, что общее число людей, которые когда-либо родятся, составляет либо (N1) = 60 млрд человек, либо (N2) = 6 000 млрд человек. Если у нас нет априорных сведений о том, какую позицию произвольно выбранный индивид X занимает в истории человечества, мы можем вместо этого посчитать, сколько людей родилось до X и, допустим, получить результат в 59 854 795 447, что, грубо говоря, поместит этого человека в число первых 60 миллиардов родившихся людей.
Теперь, если мы предположим, что число людей, которые когда-либо родятся, равно N1, то тогда вероятность того, что данный человек X оказался среди первых 60 млрд людей, разумеется, равна 100 %.
Однако, если число людей, которые когда-либо родятся, равно N2, то тогда шансы того, что человек X оказался среди первых 60 млрд людей, когда-либо живших, составляют только 1 %, из чего следует, что суммарное число людей, которые когда-либо родятся, скорее всего, гораздо ближе к 60 млрд, чем к 6000 млрд. По существу, DA говорит, что вымирание людей имеет больше шансов случиться рано, чем поздно.
Можно просуммировать вероятности для любого данного N и таким образом получить статистический доверительный интервал для N. Например, если брать приведённые выше числа, можно с уверенностью в 99 % утверждать, что N менее, чем 6000 миллиардов.

## Чем данное рассуждение не является
DA не утверждает, что человечество не может или не будет существовать вечно. Он также не устанавливает верхней границы на число людей, которые когда-либо будут существовать, и не устанавливает никакой даты того, когда человечество вымрет.
Сокращённая форма DA, однако, делает эти утверждения, поскольку путает вероятности с однозначностью. Однако правильная форма DA такова:
Есть 95 % шансов вымирания в течение ближайших 9120 лет.
DA даёт 5 процентов шансов на то, что человечество будет всё ещё процветать в районе 11145 года нашей эры. (Даты основаны на предположениях, сделанных выше; точные числа зависят от версий DA.)

## Различные формулировки
Данное рассуждение вызвало оживлённые философские дискуссии, и никакого консенсуса по этому поводу пока не достигнуто. Далее описаны разные формы DA.

### Формулировка Готта: неопределённая изначальная оценка суммарной популяции
Готт предложил конкретную формулу для априорного распределения числа людей, которые когда-либо родятся (N). DA по версии Готта использует неопределённое априорное распределение:
{\displaystyle P(N)={\frac {k}{N}},}
где
- P(N) — это априорная вероятность до того, как станет известно n — то есть полное число людей, которые уже родились к настоящему моменту.
- Константа k выбрана, чтобы нормализовать сумму P(N). Точное её значение здесь не важно, а является просто функциональной формой (это не правильное априорное распределение, так что ни одно значение k не даёт правильного распределения, однако байесовый сдвиг всё равно возможен при его использовании).

Поскольку Готт определил априорное распределение для всех людей P(N) для суммарного числа людей, то теорема Байеса и принцип равнозначности дают нам P(N|n) — то есть вероятность того, что N людей родится, если n является случайной выборкой из N:
{\displaystyle P(N\mid n)={\frac {P(n\mid N)P(N)}{P(n)}}.}
Это запись теоремы Байеса для апостериорной вероятности того, что полная величина популяции будет N при условии, что текущее значение популяции равно в точности n. Теперь, используя принцип равнозначности, получаем:
{\displaystyle P(n\mid N)={\frac {1}{N}}.}
Безусловное распределение n текущей популяции идентично неопределенной априорной N функции плотности вероятности то есть:
{\displaystyle P(n)={\frac {k}{n}}.}
Взяв P(N | n) для каждого конкретного N (через подстановку в уравнение апостериорной вероятности):
{\displaystyle P(N\mid n)={\frac {n}{N^{2}}}.}
Наилучший способ получить оценку момента конца света с заданной уверенностью (скажем, 95 %) это предположить, что N — это непрерывная величина (поскольку она очень велика) и проинтегрировать плотность вероятности от N = n до N = Z (это даст нам функцию вероятности того, что N ≤ Z):
{\displaystyle P(N\leq Z\mid n)=\int \limits _{N=n}^{N=Z}P(N|n)\,dN} {\displaystyle ={\frac {Z-n}{Z}}.}
Определяя Z = 20n, получаем:
{\displaystyle P(N\leq 20n)={\frac {19}{20}}.}
Это простейшее байесово следствие DA:
Шансы на то, что суммарное число людей, которые когда-либо родятся (N), в 20 раз больше того числа людей, которые уже родились, — менее 5 %
Использование неопределённого изначального распределения выглядит приемлемым, поскольку оно использует минимальное количество знания о возможном значении N, при том что какая-то конкретная функция все равно должна быть выбрана. Это эквивалентно предположению о том, что плотность вероятности чьего-либо относительного положения остаётся равномерно распределённой даже после того, как становится известна его абсолютная позиция (n).
В оригинальной статье 1993 года Готта в качестве референтного класса было выбран не номер рождений, но число лет, которые люди существуют как вид, которые он оценивает как 200 000. Кроме того, Готт пытается дать интервал 95 % уверенности между минимальным и максимальным временем выживания. Поскольку он даёт шансы в 2,5 % на недооценку минимального времени, то только 2,5 % остаётся на переоценку максимального. Это равносильно тому, что вымирание случится с вероятностью 97,5 % до момента, выбранного в качестве верхней границы.
97,5 % — составляет один шанс из 40, что может быть использовано в вышеприведённом интеграле при Z = 40n, и n = 200 000 лет:
{\displaystyle P(N\leq 40[200\,000])={\frac {39}{40}}.}
Таким образом Готт получает оценку с достоверностью в 97,5 %, что N ≤ 8 000 000 лет. Приводимое им число составляет вероятное оставшееся время N − n = 7,8 миллиона лет. Это гораздо выше, чем временная граница, получаемая при счёте рождений, поскольку здесь принцип равнозначности применяется ко времени. (Получение разных оценок при выборке разных параметров в одной и той же гипотезе известно как парадокс Бертрана (вероятность).)
Его выбор 95 % интервалов уверенности (а не 80 % или 99,9 %, скажем) соответствует научно признанным нормам статистической значимости отвержения гипотез. Таким образом, он утверждает, что гипотеза о том, что «человечество вымрет до 7100 года нашей эры или после 7,8 миллиона лет» должна быть отвергнута.
Ход рассуждений Лесли отличается от версии Готта в том, что он не принимает неопределённого изначального распределения N. Вместо этого он утверждает, что сила DA состоит исключительно в увеличении вероятности более раннего Конца света, когда вы принимаете в расчёт вашу позицию рождения, независимо от вашего априорного распределения вероятности N. Он называет это «сдвигом вероятности».
Хайнц фон Фёрстер утверждает, что человеческая способность создавать сообщества, цивилизации и технологии не приводит к самоостановке. Скорее, успех сообществ зависит от размеров популяции. Модель Фёрстера основанная на 25 точках от рождества Христова до 1958 года даёт отклонение только в 7 % . В нескольких последующих письмах в журнал Science (1961, 1962, …) он показал, что модель продолжает действовать. Данные продолжали соответствовать модели до 1973 года (примерно в этот же год появились первые компьютеры для частных лиц). Наиболее примечательной особенностью модели Фёрстера было предположение о том, что человеческая популяция достигнет бесконечности или математической сингулярности в пятницу 13 ноября 2026 года. См. подробнее Закон гиперболического роста численности населения Земли.
В отношении будущего человеческой цивилизации формула Готта применяется не к времени, а к рангу рождения, поскольку население менялось неравномерно, и более вероятно оказаться в период с высокой плотностью населения. (Однако если применить её к времени существования вида, то ничего невероятного не получится: с вероятностью в 50 % человечество просуществует от 70 тысяч до 600 тысяч лет.) Предполагается, что мы, родившись, произвели акт наблюдения нашей цивилизации в случайный момент времени. При этом мы узнали, что всего за историю человечества было только примерно 100 миллиардов людей. Это значит, что мы, скорее всего, попали в середину отрезка, и значит, что очень вряд ли (с менее 0,1 % вероятности) суммарное число людей будет 100 триллионов. А это значит, что шанс того, что человечество распространится по всей галактике в течение многих тысячелетий, тоже мал.

## Референтные классы
Одной из важнейших областей дискуссий в отношении DA является проблема референтного класса, из которого n выбирается, и по отношению к которому N является его максимальным размером. «Стандартная» гипотеза о DA не слишком сосредотачивается на этой проблеме и просто утверждает, что референтный класс — это число людей. Опираясь на то, что вы человек, принцип Коперника утверждает, что вы родились необычно рано, но точный смысл и содержание группы «люди» подвергается большим сомнениям с практической и философской точек зрения. Ник Бостром утверждает, что факт наличия сознания является тем, что определяет, находитесь ли вы внутри или вне класса «людей», но в этом случае возможное существование внеземного разума может значительно повлиять на вычисления. Есть мнение, что для каждого референтного класса есть свой «конец света», то есть в зависимости от того, как мы определим референтный класс, мы получим разные смыслы того, что означает конец существования этого референтного класса.
В следующих подсекциях рассмотрены различные предлагавшиеся референтные классы, к каждому из которых был приложен DA в стандартной форме.

### Выборка только из людей, родившихся в эпоху оружия массового поражения
Часы конца света показывают ожидаемое время до ядерного армагеддона по мнению экспертного совета журнала «Бюллетень учёных-атомщиков», а не на основании байесовой модели. Если 12 часов на часах символизируют конец жизни человеческой расы, то время, которое они показывают сейчас (11:58:20 на сентябрь 2022 года) означает, что мы живём среди последнего 1 процента когда-либо родившихся людей (то есть n > 0,99N). Хронологическая версия DA по Ричарду Готту потребует очень высокой априорной вероятности, чтобы преодолеть невероятность в такое особенное, с точки зрения принципа Коперника, время.
Если оценка времени конца света производится согласно этим часам, то есть только один шанс из 100 увидеть, что они показывают столь позднюю дату в человеческой истории, если эта дата выбирается в случайный момент времени в течение истории.
Однако предупреждение учёных из Бюллетеня может быть согласовано с DA следующим образом: часы конца света оценивают по существу близость атомного самоуничтожения, которое было возможно только последние 60 лет. Если конец света требует для своего осуществления ядерного оружия, то тогда референтный класс DA это люди — современники ядерного оружия. В этой модели число людей, живших в момент ядерной бомбардировки Хиросимы и Нагасаки или родившихся после этого момента — это n, число людей, которые когда-либо будут, — это N. Применение DA в формулировке Ричарда Готта к этим значениям переменных даёт 50 % шансов апокалипсиса в течение следующих 50 лет.
В этой модели стрелки часов так близки к полуночи, поскольку вероятность конца света становится актуальна только после 1945 года, а это условие применимо к нам, но не к тем, кто жил ранее 11 часов 53 минут по часам метафорического человеческого «дня».
Если ваша жизнь случайным образом взята из числа жизней всех тех, кто жил под тенью бомбы, эта простая модель даёт 95 % шансы вымирания в течение следующих 1000 лет.
Однако, недавнее решение учёных перевести часы вперёд по причине опасностей, создаваемых глобальным потеплением, спутывает это рассуждение.

### Предположение о собственном местоположении: выборка только из моментов существования наблюдателя
Ник Бостром, рассматривая эффекты наблюдательной селекции, выработал следующее положение, называемое предположением о собственном местоположении (self-sampling assumption (SSA)): «Вам следует полагать себя случайным наблюдателем из некоторого соответствующего случаю референтного класса». Если референтным классом является множество людей, которые когда-либо родились, то это даёт N < 20n с достоверностью 95 % (стандартная форма DA). Однако Бостром предложил применить данную идею к моментам наблюдения, а не к числу наблюдателей. Он формализовал это так:
Сильное предположение о собственном расположении (SSSA): Каждый момент наблюдения должен рассматриваться так, как если бы он был случайным образом выбран из всего множества моментов наблюдения своего референтного класса.
Если минута, в которую вы читаете этот текст, случайным образом выбрана из множества всех минут всех человеческих жизней (с 95 % уверенностью) можно утверждать, что этот момент происходит после первых 5 % человеческих моментов наблюдений. Если в будущем продолжительность жизни будет в два раза больше средней, то это означает с 95 % достоверностью, что N < 10n. (То есть среднестатистический будущий человек должен считаться за два раза большее число моментов наблюдения, чем исторически средний человек.) Следовательно, время до вымирания с 95-процентной достоверностью в этой версии составит
4560 лет.

## Опровержения

### Мы априори находимся в первых 5 %
Если вы согласны со статистическими методами, то несогласие с DA означает истинность следующих утверждений:
1. Мы находимся в числе первых 5 %, которые когда-либо родятся.
2. Это не является чисто случайным совпадением.

Таким образом, эти опровержения стараются доказать, что мы вправе считать себя среди самых ранних в истории людей.
Например, допустим, вы — участник номер 50 000 в неком совместном проекте, то тогда DA утверждает, что с вероятностью в 95 % в этом проекте никогда не будет более миллиона членов. Это может быть опровергнуто, если некие другие характеристики позволяют вам считать себя ранним вступившим участником. Большинство обычных пользователей предпочитают вступать в проекты, когда они близки к завершению. Если для вас притягательна незавершённость проекта, мы уже знаем, что вы — необычный участник, до того, как мы обнаруживаем ваше ранее вовлечение.
Если у вас есть измеримые атрибуты, которые отделяют вас от типичного пользователя DA, относящегося к этому проекту, DA может быть отвергнут на основании того факта, что для вас естественно оказаться в числе первых 5 процентов. Аналогия с DA для полной человеческой популяции такова: вера в предсказание вероятностного распределения человеческих характеристик, которое помещает нас и наших предшественников в необычное положение среди всего множества людей (то есть в то, что мы самые ранние), означает, что мы уже знаем, до реального измерения n, что мы, скорее всего, занимаем очень раннюю позицию в N.
Например, если вы уверены, что 99 % людей, которые когда-либо будут жить, будут киборгами, но вы знаете, что вы не киборг, то тогда вы можете быть в той же степени уверены, что по крайней мере в сто раз большему числу людей предстоит родиться, чем их уже родилось.
Статья Робина Хансона суммирует эту критику DA так:
Все не равны друг другу. У нас есть хорошие основания полагать, что мы не являемся случайно выбранными людьми из числа людей, которые когда-либо будут жить.

### Критика: человеческое вымирание является отдалённым событием с апостериорной точки зрения
Апостериорное наблюдение о том, что события вымирания являются редкими, может быть предложено как свидетельство того, что предсказания DA являются неубедительными. Обычно вымирания доминирующего вида случаются реже, чем один раз в миллион лет. Таким образом, отсюда делают вывод, что человеческое вымирание является маловероятным в течение ближайших десяти тысячелетий.
В терминах байесовой логики этот ответ на DA говорит о том, что наше знание истории (или способность предотвращать катастрофы) даёт нам минимальное априорное значение N величиной в триллионы. Например, если N распределено равномерно 1012 до 1013, например, то вероятность того, что N < 1200 миллиардов, предполагаемая на основании n = 60 миллиардов будет крайне малой.
Это является вполне достоверным Байесовым вычислением, отвергающим принцип Коперника, на основании того, что мы должны быть «особенными наблюдателями», поскольку нет никаких вероятных способов вымереть для человечества в течение ближайших нескольких тысяч лет.
Это возражение упускает из виду технологические угрозы вымирания людей, которые не угрожали жившим ранее видам живых существ, и отвергается большинством учёных, критикующих DA (возможно, за исключением Робина Хансона).
Фактически, многие футурологи полагают, что эмпирическая ситуация гораздо хуже, чем она предсказывается в DA по Готту. Например, сэр Мартин Рис полагает, что технологические риски дают суммарную оценку рисков гибели человеческой цивилизации в 50 % в XXI веке. Более ранние пророки делали похожие предсказания и «оказались» неправы. Однако возможно, что оценки были верными, и нынешний образ их как алармистов возник в результате действия когнитивного искажения, называемого ошибка выживших.

### Априорное распределениеNможет делатьnкрайне малоинформативным
Робин Хансон утверждает, что изначальная оценка N может быть распределена экспоненциально. В этом случае одна и та же погодовая плотность катастроф, скажем, падений астероидов, будет с каждым годом приходиться на всё большее и большее число людей. Это означает, что вероятность вымирания убывает при росте N. Вычисления показывают, что в этом случае DA тоже работает, но даёт более высокую оценку числа будущих людей. Причём чем быстрее растёт в будущем население, тем менее информативным становится DA:
{\displaystyle N={\frac {e^{U(0,q]}}{c}},}
где c и  q — константы.

### Бесконечное ожидаемое число людей
Другим возражением на DA является то, что математическое ожидание полного числа людей является актуально бесконечным. Подобным же примером контринтуитивных бесконечных математических ожиданий является Санкт-Петербургский парадокс.
Это даёт следующие вычисления.

### Вероятность, что меня вообще не существует
Следующим возражением является то, что вероятность того, что вы вообще существуете, зависит от того, сколько людей будет существовать (N). При большем N больше вероятность вашего существования, чем в том случае, если только несколько человек будут когда-либо существовать. Поскольку вы в действительности существуете, это является свидетельством того, что число людей, которые когда-либо будут существовать, является большим.
Это возражение, предложенное изначально Деннисом Диксом (1992), теперь известно под именем, которое ему дал Ник Бостром: «Возражение, основанное на предположении о самообнаружении» («Self-Indication Assumption objection», см. en:Self-Indication Assumption Doomsday argument rebuttal). Может быть показано, что некоторые виды Self-Indication Assumption не дают возможности сделать никаких выводов об N на основании n (текущей популяции).

### Множественность миров
Джон Истмонд в своей статье «Решение проблемы Doomsday argument с помощью концепции множественности миров» утверждает, что когда DA расширится от своей формы, связанной с единственной исторической хронологической шкалой к той форме, которая имеет дело с множеством непрерывно разветвляющихся историй, предлагаемой многомировой интерпретацией квантовой механики, то тогда выясняется, что эта обобщённая форма DA не делает никаких предсказаний о будущем полном размере человеческой популяции. Говоря более конкретно, если каждое конечное значение полной человеческой популяции реализуется в одном из возможных будущих, то тогда обнаружение нашей текущей позиции не приводит к изменению наших априорных знаний о том, какое именно значение полной популяции мы обнаружим в одном из множества человеческих будущих (предполагая, что мы проживём достаточно долго, чтобы увидеть конец света).

### Опровержение Кейва
Рассуждение Кейва, основанное на байесовой логике, утверждает, что предположение о равномерном распределении несовместимо с принципом Коперника и не вытекает из него. Он приводит несколько примеров, чтобы доказать, что правило Готта является неприменимым. Например, пишет он, представим, что вы случайно пришли на день рождения человека, о котором вы заранее не знаете ничего.
Вы спрашиваете о возрасте героя торжества и оказывается, что его возраст составляет 50 лет. Согласно Готту, вы можете предсказать с 95 % уверенностью, что этот человек проживёт между [50]/39 = 1,28 годами и 39[×50] = 1950 годами от настоящего момента. Поскольку эта оценка включает в себя разумные интервалы ожидаемой продолжительности жизни этого человека, она может выглядеть не очень плохой, но лишь до того, как вы поймёте, что правило Готта предсказывает с вероятностью в 1/2, что человек проживёт более 100 лет и с вероятностью 1/3 — более 150. Немногие из нас согласились бы сделать ставку на продолжительность жизни этого человека, используя правило Готта. (См. ссылку на статью Кейва во Внешних ссылках внизу).
Однако данный пример выглядит в качестве специально подобранного для опровержения, что не является реальным опровержением для статистических рассуждений. (Например, то, что одна из молекул в газе имеет скорость в 3 км/с, не опровергает того, что средняя скорость молекул в данном газе — 500 м/с.) Кроме того, даваемая им оценка выглядит слабой, только если мы обладаем априорным знанием о реальном распределении в таблицах человеческой смертности.
Без знания возраста человека рассуждения по DA дают следующее правило для превращения возраста в день рождения в максимальную продолжительность жизни с 50 % достоверностью. P(N < 2n) = 50 %. Население на Западе распределено приблизительно равномерно по возрастам, так что возраст в случайный день рождения может быть очень грубо оценен U(0,M], где M — максимальный возраст в выборке. В этой плоской модели средняя продолжительность жизни у всех одинакова, так что 'N = M. Если n оказывается меньше, чем (M)/2, то тогда оценка N по Готту в 2n будет меньше M, то есть будет верной. Во второй половине случаев оценка 2n недооценивает M, и в этом случае, который Кейв как раз и берёт в качестве примера, человек умрёт до того, как его возраст достигнет величины 2n. В этой плоской демографической модели Готтовская 50 % достоверность оказывается верной в 50 % случаях, что и требовалось доказать.
Если модель не плоская, то это не меняет картинку, так как то, что в молодых возрастах будет значительно больше людей, увеличивает шансы случайно попасть на день рождения молодого человека и ровно на столько же снижает оценку средней продолжительности жизни. Но избыток молодых людей означает, что средняя продолжительность жизни меньше максимальной, и сниженная оценка средней продолжительности совпадает с реально меньше средней продолжительностью жизни.

### Опровержение DA через его соотнесение с самим собой
Некоторые философы были настолько смелы, чтобы предположить, что только те люди, которым известен DA, принадлежат к референтному классу людей. Если это действительно правильный референтный класс, то Картер бросил вызов своим собственным предсказаниям, когда впервые описывал DA для членов Королевского общества. Любой из присутствующих членов общества мог бы рассуждать следующим образом:
«В настоящий момент только один человек в мире понимает Doomsday argument, так что согласно его собственной логике, есть шансы в 95 % на то, что это — малозначительная проблема, которая когда-либо заинтересует не более 20 человек, а значит, я могу игнорировать её».
Джеф Дьюанн и профессор Петер Ландсберг предположили, что такой ход рассуждений приводит к парадоксу касательно DA:
Если какой-нибудь из членов общества действительно бы так подумал, это означало бы, что он понимает DA настолько хорошо, что это означало бы, что на самом деле 2 человека его хорошо понимают. И тогда бы это означало, что есть 95 % шансы того, что в реальности этой проблемой заинтересуются 40 человек. Кроме того, игнорировать нечто только потому, что вы считаете, что этим когда-либо заинтересуются не более 40 человек, было бы очень недальновидным — и если бы этот подход был принят, ничего нового никогда не было бы исследовано, если мы примем отсутствие априорных знаний о предмете интересов и механизмов привлечения внимания.
Кроме того, можно подумать о том, что раз Картер действительно выступил с докладом о своей теореме, те люди, которым он её объяснил, обдумали DA, и это было неизбежно, а следовательно, можно объяснить, что в момент объяснения Картер создал основания для своего собственного предсказания.

## Объяснение по аналогии без использования математики
Можно сравнить человечество с водителем автомобиля. Тогда страховая компания будет давать ему тем большие скидки, чем больше он наездил без аварий. При этом она будет пользоваться той же логикой, что и DA.

## Интерпретация рассуждения
Теорема о конце света должна быть интерпретирована на основе своего собственного определения. Центральным является положение о человеческой расе и вероятностная оценка её конца, принимающая во внимание её начало. Если Homo sapiens принимать как вид, эволюционировавший от Homo erectus (или других предков), то DA можно истолковать как оценку вероятности эволюции в Homo futurus (или других потомков).